# Amara impuncticollis
Amara impuncticollis är en skalbaggsart som beskrevs av Thomas Say 1823. Amara impuncticollis ingår i släktet Amara och familjen jordlöpare. Inga underarter finns listade i Catalogue of Life.